# Arroz con pollo
L'arroz con pollo (Riso con pollo) è un piatto tipico della gastronomia dell'America Latina, con varianti regionali a seconda del paese. Il piatto ha le sue origini in Perù. È comune accompagnare il piatto con Papa a la huancaína.

## Preparazione
Consiste di riso combinato con carne di pollo, verdure, mais in grani, carote a cubetti, fagioli), coriandolo (che gli conferisce il suo caratteristico colore verde) ed altre spezie.